# Віллі Цейн
Віллі Цейн (нім. Willy Zeyn; 30 червня 1876, Гамбург, Німецька імперія — 9 серпня 1946, Мюнхен, Американська зона окупації Німеччини) — німецький кінорежисер та сценарист ери німого кіно.

## Життєпис
Віллі Цейн відвідував середню школу. До 1895 року навчався на актора у Гамбурзі, потім почав грати на сценах різних театрів, як вдома, так і закордоном. У 1910 році повертається на Батьківщину та починає працювати на кіностудії «Deutsche Mutoscop- und Biograph GmbH», де зрежисував численні короткометражні німі фільми.
Цейн зіграв ключову роль в поширенні кінофільмів створених берлінськими кіностудіями за межі Німеччини. Наприкінці своєї кар'єри режисера переїхав до Мюнхену.
Помер 9 серпня 1946 року в Мюнхені, де й був похований на лісовому кладовищі.

## Фільмографія
Назви фільмів мовою оригіналу:
- 1911: Die falsche Banknote
- 1911: Ein guter Einfall
- 1912: Aus dem Scheunenviertel
- 1912: Um fremde Schuld
- 1912: Der Brief
- 1913: Die Jagd nach der Hundertpfundnote oder Die Reise um die Welt
- 1913: Verirrt vom Wege
- 1913: Der schwarze Diamant
- 1913: Das Geheimnis von Chateau Richmond
- 1913: Sacco, der Hungerkünstler
- 1914: Sturmzeichen — Ein Kriegsfilm (auch Drehbuch)
- 1914: Drei Zeichen am Kreuzweg
- 1914: Nelly (1914)|Nelly
- 1914: Die Schleuse
- 1914: Der Traum einer Christnacht
- 1915: Kaliber fünf Komma zwei
- 1915: Der falsche Schein
- 1915: Das dunkle Schloß
- 1915: Arme Marie (Regiebeteiligung unsicher)
- 1915: Vaterliebe
- 1917: Der Schatz im Berge (auch Drehbuch)
- 1917: Ihr Sohn
- 1918: Die Tochter des Rajah (auch Drehbuch)
- 1918: Die Stunde der Vergeltung (auch Drehbuch)
- 1918: Nach zwanzig Jahren
- 1918: Die lachende Maske
- 1918: Der Prozeß Hauers
- 1919: Der Kampf um die Ehe (2 Teile)
- 1919: Das Geheimnis von Schloß Holloway
- 1920: Die Morphinistin
- 1920: Kaliber fünf Komma zwei (auch Drehbuch)
- 1920: Der Hund von Baskerville (mehrere Teile)
- 1920: Gentlemen-Gauner
- 1920: Die Spieler
- 1920: Der Kammersänger (1920)|Der Kammersänger
- 1921: Der Passagier von Nr. 7
- 1921: Das neue Paradies
- 1921: Das Haus in der Weichselgasse
- 1921: Die Diktatur des Lebens
- 1921: Der Tanz um Liebe und Glück (auch Drehbuch)
- 1922: Im Glutrausch der Sinne
- 1924: Aus eigener Kraft